# پنگوئن‌های ماداگاسکار (فیلم)
پنگوئن‌های ماداگاسکار (انگلیسی: Penguins of Madagascar) فیلمی در ژانر کمدی به کارگردانی اریک دارنل است که در سال ۲۰۱۴ در کشور آمریکا منتشر شد. تکنیک‌های انیمیشنی سه بعدی (3D) برای تولید این فیلم استفاده شده‌است. در سال ۲۰۱۵ این انیمیشن در فرمت DVD و Blue-Ray به سینمای خانگی عرضه شد. در هفته اول توانست در صدر جدول فروش محصولات سینمای خانگی قرار گیرد.

## داستان
این انیمیشن داستان زندگی پنگوئن‌های ماداگاسکار را از بچگی بیان می‌کند.
ریکو، اسکیپر، کووالسکی و پرایوت پنگوئن‌های معروفی هستند که در سالجاری میلادی در فیلم سینمایی انیمیشن «پنگوئن‌های ماداگاسکار» راهی پرده‌های بزرگ سینما شدند.
این فرآورده که کار جدیدی از مجموعه فیلم‌های «ماداگاسکار» است که توسط کمپانی دریم‌وورکز و اریک دارنل و سایمون جی اسمیت ساخته شده، از هنرهای صداپیشگانی مانند بندیکت کامبربچ، جان مالکوویچ، کن جئونگ و پیتر استورمر بهره برده‌است.

## بازیگران
- تام مک‌گراث
- کریس میلر
- کنراد ورنن
- بندیکت کامبربچ
- جان مالکوویچ
- کن جیونگ
- پیتر استرمر
- ورنر هرتسوک
- دانی جاکوبز
- اندی ریچر
- آنت ماهندرو